# Amaltea (satèl·lit)
Amaltea és el tercer satèl·lit de Júpiter per ordre de distància al planeta. És el membre principal del grup d'Amaltea. Va ser descobert el 1892 per l'astrònom nord-americà Edward Emerson Barnard des de l'Observatori Lick a Califòrnia. Va ser el cinquè satèl·lit de Júpiter que es va descobrir (el primer després dels satèl·lits galileans) i, per tant, se'l coneix també amb el nom de Júpiter V. Té la distinció de ser l'última lluna descoberta visualment a través del telescopi (tots els subsegüents descobriments de satèl·lits han estat realitzats gràcies a sondes espacials o a través de la fotografia).
En la mitologia grega, Amaltea era la dida de Zeus. Aquest nom no va ser adoptat de forma oficial per la Unió Astronòmica Internacional fins al 1975, tot i que s'utilitzava de forma informal des que va ser proposat per l'astrònom Camille Flammarion. Barnard volia anomenar-la "Columbia" pel 400 aniversari del descobriment d'Amèrica per Cristòfol Colom, però aquest nom no va tenir gaire èxit entre els astrònoms.
Amaltea es troba dins dels anells de Júpiter i és la font de part del seu material.
És l'objecte mes "vermell" del sistema solar, fins i tot més que Mart. Aquest color es deu a partícules de sofre que arriben des de Ió. Amaltea té una forma irregular, amb unes dimensions de 262 x 146 x 134 km, amb l'eix major apuntant sempre cap a Júpiter i, per tant, es troba en rotació síncrona amb el planeta. La seva superfície presenta diversos cràters; els més grans són Pa (100 km de diàmetre) i Gaea (80 km de diàmetre).
El 5 de novembre de 2002, la sonda espacial Galileo va passar a 160 km de la seva superfície i en va obtenir imatges d'alta resolució. També en va poder mesurar la massa i la densitat mitjana.
Cal no confondre'l amb l'asteroide (113) Amaltea.